# أنجيلو غابرييل
أنجيلو غابرييل هو لاعب كرة قدم برازيلي في مركز الهجوم، ولد في 21 ديسمبر 2004 في برازيليا في البرازيل. لعب مع نادي سانتوس.

## وصلات خارجية
- أنجيلو غابرييل على موقع قاعدة بيانات كرة القدم.إي يو (الإنجليزية)
- أنجيلو غابرييل على موقع ليكيب (الفرنسية)
- أنجيلو غابرييل على موقع Soccerway.com (الإنجليزية)
- أنجيلو غابرييل على موقع عالم كرة القدم.نت (الإنجليزية)